# Porto Bello
Porto Bello és un grup de música català d'estil pop-rock format per Roger Vila (baix), Raul Castro (trombó), Tonet Blàzquez (cantant), Nano Negrié (bateria), Gerard Fort (guitarra) i Albert Cardona (trompeta), d'Altafulla, creat l'any 2017.
El seu primer concert data del 29 d'abril del 2017, a la sala Lo Submarino de Reus. El seu primer videoclip, Hem nascut castellers, ja ha superat les 155.000 visites a YouTube. El segon videoclip, Fantàstica, és obra d'Ivan Mulero.
El seu primer disc, Basat en fets reals, surt produït per David Rossell, al 2017. Hi podem trobar un recull heterogeni de dotze temes.
Al 2019, treuen un disc, L'ull de la tempesta, molt més enèrgic, directe, produït per David Rosell i amb col·laboracions de luxe com són Guillem Solé de Buhos i Marc Riera de Doctor Prats.
El seu darrer disc, Llei Universal, publicat l'any 2021, està dedicat a tots aquells que estimen sense por. Va sortir en uns dels pitjors moments del sector cultural i pretén donar una mica d'esperança als músics. Pertany al gènere musical de pop català actual. Ha estat produït per David Rosell.

## Discografia
- Basat en Fets Reals (2017)
- L'ull de la Tempesta (2019)
- La Llei Universal (2021)[10]